# Pachpadra

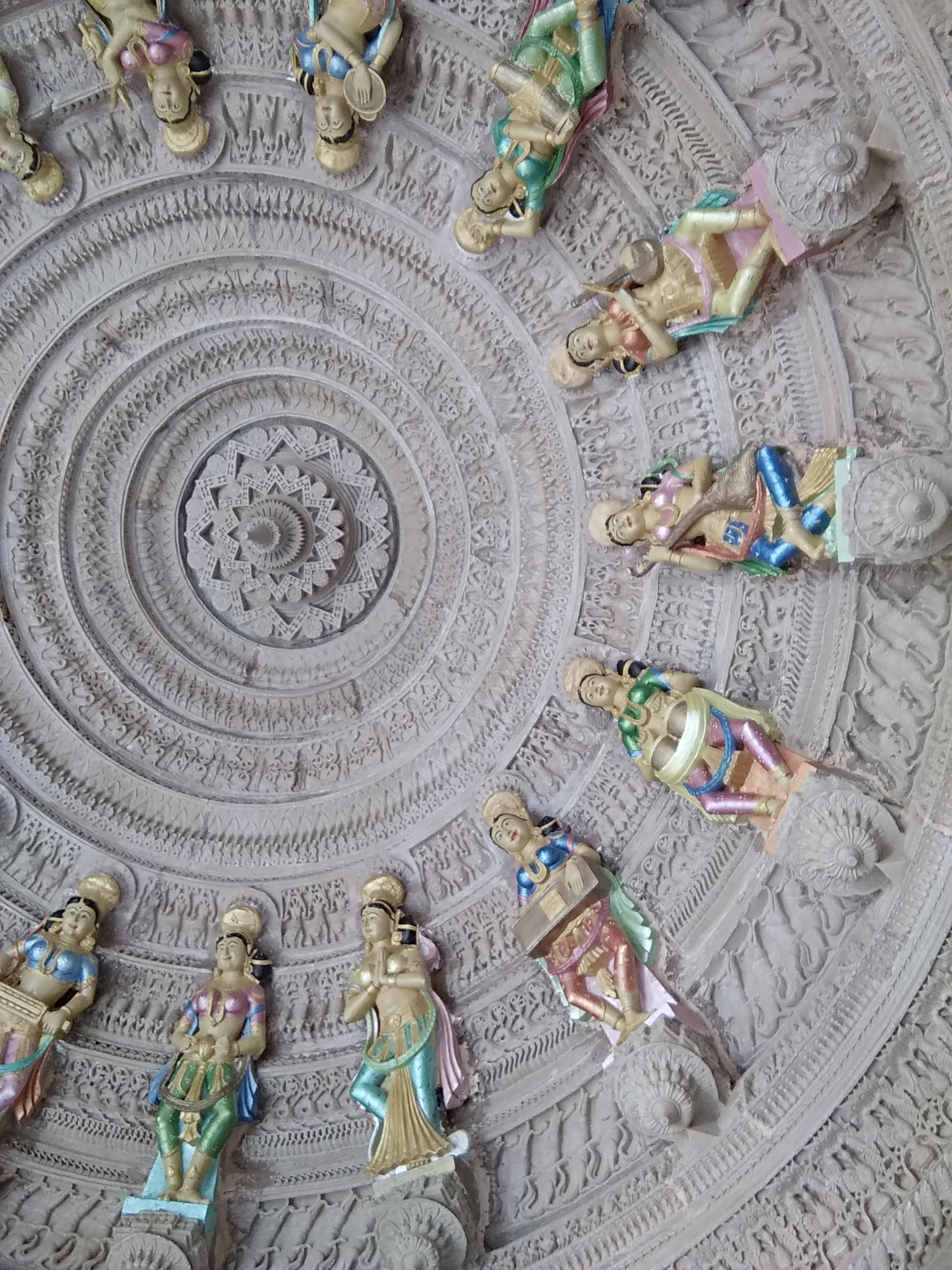
Pachpadra – Jain-Tempel (Deckendetail)

Pachpadra (Hindi पचपदरा) ist ein etwa 10.000 Einwohner zählender Ort im Distrikt Barmer im Westen des indischen Bundesstaats Rajasthan.

## Lage und Klima
Der Ort Pachpadra liegt nördlich des Flusses Luni ca. 100 km (Fahrtstrecke) östlich der Distriktshauptstadt Barmer bzw. nur ca. 14 km nördlich der Stadt Balotra in einer Höhe von ca. 100 m. Das Klima ist zumeist trocken und warm; Regen (ca. 225 mm/Jahr) fällt nahezu ausschließlich während der sommerlichen Monsunzeit.

## Bevölkerungsentwicklung
| Jahr      | 1991 | 2001  | 2011  |
| Einwohner | ??   | 8.481 | 9.191 |

Ca. 85 % der Einwohner sind Hindus, knapp 11 % sind Moslems und gut 3 % sind Jains. Der männliche Bevölkerungsanteil übersteigt den weiblichen um ca. 8 %. Man spricht zumeist Rajasthani und Hindi.

## Wirtschaft
Die Dorfbewohner leben – weitgehend als Selbstversorger – fast ausschließlich von der Landwirtschaft, wobei hier die Viehzucht zum Zweck der Milchproduktion im Vordergrund steht. Im Ort selbst gibt es Kleinhändler, Handwerker und Tagelöhner. Der Tourismus spielt kaum eine Rolle.

## Geschichte
Pachpadra existierte wohl schon im Mittelalter; es wurde jedoch von den vordringenden islamischen Heeren in Mitleidenschaft gezogen.

## Sehenswürdigkeiten
- Alte Tempel gibt es nicht mehr; zu Beginn des 21. Jahrhunderts begannen die Jains mit dem Neubau eines nach allen Seiten weitgehend offenen Tempels zu Füßen einer ca. 300 m hohen Bergkette. Man kann die gute Steinbearbeitung sehen und auch die Bemalung einiger Stützfiguren (bracket figures) wie Tänzerinnen, Musikantinnen etc. ist von Interesse.
- Weitere neue Hindu-Tempel stehen im Ort selbst.
- Nördlich des Ortes befindet sich ein kleiner Salzsee, der jedoch den größten Teil des Jahres austrocknet.